# Dillian Whyte
Dillian Whyte ( Port Antonio, Portland - 11 de abril de 1988) é um boxeador profissional britânico. Ele detém o título interino dos pesos pesados do WBC desde julho de 2019. Ele já realizou vários campeonatos regionais de pesos pesados, incluindo o título WBC Silver de 2017 a 2019, o título WBO International de 2018 a 2019 e o título britânico de 2016 a 2017. Em fevereiro de 2020, ele é classificado como o terceiro melhor peso-pesado ativo do mundo pela revista The Ring, quinto pelo Transnational Boxing Rankings Board e sexto pelo BoxRec . Sua taxa de nocaute / vitória é de 72%.
Whyte também é um ex- kickboxing campeão, tendo ocupado o BIKMA britânico super-pesado título eo Europeia K1 título,  e já competiu profissionalmente em artes marciais misturadas .

## Carreira profissional de kickboxing
Originalmente, Whyte era um kickboxer profissional, ao qual se tornou bicampeão britânico de kickboxing de pesos pesados ao reivindicar o título britânico super-pesado da BIKMA, e ex - campeão do K1 na Europa, ao ser classificado no Reino Unido nº 1 por cinco anos em sua categoria de peso de 95   kg +,  encerrando sua carreira no kickboxing com um recorde de K-1 de 20-1, antes de voltar para o MMA . Whyte fez sua estréia profissional no MMA em 6 de dezembro de 2008, no Ultimate Challenge MMA, no James McSweeney vs. Neil Grove undercard, onde ele derrotou Mark Stroud com um cruzamento extremamente destrutivo à direita, apenas 12 segundos depois da rodada; finalmente vencendo por nocaute (KO) no The Troxy .
Whyte tinha um recorde amador limitado (6-0-0, 5 KOs) por causa de uma disputa com a ABA sobre seu histórico de kickboxing, o que o levou a se tornar profissional em 2011, embora o treinador Okoh desejasse que ele permanecesse amador. Whyte assinou com o promotor de boxe Frank Maloney, depois que amigos de Maloney testemunharam sessões de sparring que Whyte teve com David Haye e o ex -campeão dos meio-pesados do UFC Quinton Jackson .

## Carreira profissional de boxe

### Início de carreira
Whyte estreou-se profissionalmente em 13 de maio de 2011. Ele lutou com Tayar Mehmed e venceu por decisão por pontos (PTS) na quarta rodada, obtendo a decisão de 40 a 36. Em 16 de setembro de 2011, Whyte fez sua segunda aparição profissional contra seu oponente lituano Remigijus Ziausys. Whyte finalmente venceu pelo PTS na quarta rodada, obtendo a decisão de 40 a 37.
Em 3 de dezembro de 2011, Whyte derrotou o croata Toni Visic, vencendo por nocaute técnico (TKO) na terceira rodada devido ao árbitro Jeff Hinds parar a luta em 1 minuto e 46 segundos.
A próxima luta por Whyte foi contra o veterano Hastings Rasani em 21 de janeiro de 2012 no Olympia de Liverpool, em Liverpool . Whyte marcou uma vitória no PTS com base em Rasani, tornando-a sua terceira vitória em pontos.
No dia 7 de dezembro de 2019, Whyte enfrentou Mariusz Wach no Andy Ruiz Jr. x Undercard de Anthony Joshua II . Whyte venceu a luta por UD, com dois juízes marcando a luta 97-93 e o terceiro marcando 98-93.

## Vida pessoal
Whyte tem três filhos, incluindo dois meninos. Ele destacou seus primeiros ídolos do boxe, incluindo Jack Dempsey, Sonny Liston, Archie Moore, Lennox Lewis e James Toney .

## Registro MMA
| Cartel no MMA |           |           |
| 1 luta        | 1 vitória | 0 derrota |
| Por nocaute   | 1         | 0         |

| Professional record breakdown | Professional record breakdown | Ocultar  |
| 1 match                       | 1 win                         | 0 losses |
| By knockout                   | 1                             | 0        |

| Res. | Record | Opponent    | Method     | Event              | Date            | Round | Time | Location        | Notes |
| ---- | ------ | ----------- | ---------- | ------------------ | --------------- | ----- | ---- | --------------- | ----- |
| Win  | 1–0    | Mark Stroud | KO (punch) | UCMMA 1: Bad Breed | 6 December 2008 | 1     | 0:12 | London, England |       |

| Res. | Cartel | Oponente    | Método     | Evento             | Data                | Round | Tempo | Local           | Notas |
| ---- | ------ | ----------- | ---------- | ------------------ | ------------------- | ----- | ----- | --------------- | ----- |
| Win  | 1–0    | Mark Stroud | KO (punch) | UCMMA 1: Bad Breed | 06 de dezembro 2008 | 1     | 0:12  | London, England |       |

## Registro profissional de boxe
| 27 Victorias (18 KOs), 1 Derrota |        |                           |      |               |            |                                                       | |
| Res.                             | Récord | Oponente                  | Tipo | Rd., Tiempo   | Fecha      | Localidad                                             | Notas |
| —                                | —      | Alexander Povetkin        |      | – (12)        | 02/05/2020 | Manchester Arena, Manchester                          | Defiende el título interino WBC del peso pesado.                                                                |
| Vitória                          | 27–1   | Mariusz Wach              | UD   | 10            | 07/12/2019 | Arábia Saudita Diriyah Arena, Diriyah, Arabia Saudita | |
| Vitória                          | 26–1   | Óscar Rivas               | UD   | 12            | 20/07/2019 | The O2 Arena, Londres                                 | Gana el título interino vacante WBC del peso pesado.                                                            |
| Vitória                          | 25–1   | Dereck Chisora            | KO   | 11 (12), 1:56 | 22/12/2018 | The O2 Arena, Londres                                 | Retiene los títulos WBC Silver y WBO International del peso pesado                                              |
| Vitória                          | 24–1   | Joseph Parker             | UD   | 12            | 28/07/2018 | The O2 Arena, Londres                                 | Retiene el título WBC Silver. Gana el título vacante WBO International peso pesado.                             |
| Vitória                          | 23–1   | Lucas Browne              | KO   | 6 (12), 0:37  | 24/03/2018 | The O2 Arena, Londres                                 | Retiene el título WBC Silver del peso pesado.                                                                   |
| Vitória                          | 22–1   | Robert Helenius           | UD   | 12            | 28/10/2017 | Principality Stadium, Cardiff, Gales                  | Gana el título vacante WBC Silver del peso pesado.                                                              |
| Vitória                          | 21–1   | Malcolm Tann              | TKO  | 3 (8), 2:36   | 19/08/2017 | Pinnacle Bank Arena, Lincoln, Nebraska                | |
| Vitória                          | 20–1   | Dereck Chisora            | SD   | 12            | 10/12/2016 | Manchester Arena, Manchester                          | |
| Vitória                          | 19–1   | Ian Lewison               | RTD  | 10 (12), 3:00 | 07/10/2016 | The SSE Hydro, Glasgow, Escocia                       | Gana el título vacante BBBofC Británico del peso pesado.                                                        |
| Vitória                          | 18–1   | David Allen               | UD   | 10            | 30/07/2016 | First Direct Arena, Leeds                             | Gana el título vacante WBC International del peso pesado.                                                       |
| Vitória                          | 17–1   | Ivica Bacurin             | KO   | 6 (8), 2:08   | 25/06/2016 | The O2 Arena, Londres                                 | |
| Derrota                          | 16–1   | Anthony Joshua            | KO   | 7 (12), 1:27  | 12/12/2015 | The O2 Arena, Londres                                 | Por los títulos BBBofC Británico vacante, Commonwealth (Imperio Británico) y WBC International del peso pesado. |
| Vitória                          | 16–0   | Brian Minto               | KO   | 3 (10), 2:36  | 12/09/2015 | The O2 Arena, Londres                                 | Gana el título vacante WBC International Silver del peso pesado.                                                |
| Vitória                          | 15–0   | Irineu Beato Costa Junior | TKO  | 1 (8), 2:41   | 01/08/2015 | Craven Park, Hull                                     | |
| Vitória                          | 14–0   | Beka Lobjanidze           | KO   | 4 (10), 1:10  | 28/02/2015 | Odyssey Arena, Belfast, Irlanda del Norte             | |
| Vitória                          | 13–0   | Marcelo Luiz Nascimento   | KO   | 2 (8), 0:41   | 07/02/2015 | Camden Centre, Londres                                | |
| Vitória                          | 12–0   | Kamil Sokolowski          | TKO  | 3 (6), 2:23   | 20/12/2014 | City Hall, Hull                                       | |
| Vitória                          | 11–0   | Tomas Mrazek              | TKO  | 3 (6), 2:25   | 28/11/2014 | Camden Centre, Londres                                | |
| Vitória                          | 10–0   | Ante Verunica             | TKO  | 2 (6), 2:30   | 21/11/2014 | Camden Centre, Londres                                | |
| Vitória                          | 9–0    | Sandor Balogh             | TKO  | 4 (6), 1:13   | 12/10/2012 | Bluewater, Stone                                      | |
| Vitória                          | 8–0    | Michael Holden            | TKO  | 3 (6), 1:35   | 15/09/2012 | York Hall, Londres                                    | |
| Vitória                          | 7–0    | Gabor Farkas              | KO   | 2 (6), 1:38   | 07/07/2012 | York Hall, Londres                                    | |
| Vitória                          | 6–0    | Zurab Noniashvili         | TKO  | 1 (6), 0:52   | 19/05/2012 | Aintree Racecourse, Liverpool                         | |
| Vitória                          | 5–0    | Kristian Kirilov          | TKO  | 1 (6), 1:33   | 02/03/2012 | Troxy, Londres                                        | |
| Vitória                          | 4–0    | Hastings Rasani           | PTS  | 4             | 21/01/2012 | Liverpool Olympia, Liverpool                          | |
| Vitória                          | 3–0    | Toni Visic                | TKO  | 3 (4), 1:46   | 03/11/2011 | York Hall, Londres                                    | |
| Vitória                          | 2–0    | Remigijus Ziausys         | PTS  | 4             | 16/09/2011 | The Coronet, Londres                                  | |
| Vitória                          | 1–0    | Tayar Mehmed              | PTS  | 4             | 13/05/2011 | Medway Park, Gillingham                               | Debut profesional de Whyte.                                                                                     |

## 30em
1. ↑  «Campeão mundial tenta barrar retorno de Mike Tyson: "E se ele morrer no ringue?"». Globoesporte. Consultado em 1 de junho de 2020
2. ↑  iFilmLondon Editors. «Dillian Whyte Talks About His Two Year Ban From Boxing». British Boxers
3. 1 2  Team Redragonz Editor. «Dillian Whyte wins pro debut». Team Redragonz
4. ↑  Mitchell, Steve. «Dillian Whyte: Scapegoat for sport's supplement generation?». BBC News
5. ↑  Cawdell, Luke. «Heavyweight boxer Tom Dallas training hard ahead of Zack Page fight at Medway Park». Kent Online
6. 1 2  Slater, Matt. «Dillian Whyte: Scapegoat for sport's supplement generation?». BBC
7. ↑  Albrecht, Jamie. «Former Joshua foe eyeing return scrap». British Boxers
8. ↑  Whitehead, Lee. «Neil Grove - New Ultimate Challenge Heavyweight Champion». MMAWeekly
9. ↑  Sherdog Editors. «UCMMA 1 - Bad Breed». Sherdog
10. ↑  Boxing News 24 Editors. «Who the heck is Dillian Whyte?». Boxing News 24
11. ↑  MMA Connection Editors. «Ultimate Challenge UK Bad Breed Results». MMA Connection
12. ↑  Boxing News 24 Editors. «Dillian Whyte in action on 5/13». Boxing News 24. Cópia arquivada em 4 de março de 2016
13. ↑  Cawdell, Luke. «Sam Webb loses grip on British light middleweight title to Prince Arron». Kent Online
14. ↑  Watson, Ludo. «Coronet Fight Night Is A Success». SecondsOut
15. ↑  BoxRec Editors. «York Hall undercard - another Cayzer KO; Smith's first win in over 3 years». BoxRec
16. ↑  Mattera, Lauren. «Boxer Dillian Whyte loses two-year doping ban appeal». Inside the Games
17. ↑  Donovan, Jake. «Dillian Whyte Decisions Mariusz Wach in Tough Outing». BoxingScene.com (em inglês)
18. ↑  Whyte, Dillian. «Dillian Whyte». Twitter
19. ↑  Boxing Opinions Editors. «This week's interview is with British heavyweight prospect Dillian Whyte». Boxing Forum 24